# NASCAR Grand National de 1965
A Temporada da NASCAR Grand National de 1965 foi a 17º edição da Nascar, com 55 etapas disputadas o campeão foi Ned Jarrett.

## Calendário
| N. | Data   | Corrida                    | Circuito                        | Campeão         | Segundo         | Terceiro        |
| 1  | 17-jan | Motor Trend 500            | Riverside International Raceway | Dan Gurney      | Junior Johnson  | Marvin Panch    |
| 2  | 12-feb | Daytona 500 Qualifier #1   | Daytona International Speedway  | Darel Dieringer | Ned Jarrett     | Bobby Johns     |
| 3  | 12-feb | Daytona 500 Qualifier #2   | Daytona International Speedway  | Junior Johnson  | Fred Lorenzen   | Marvin Panch    |
| 4  | 14-feb | Daytona 500                | Daytona International Speedway  | Fred Lorenzen   | Darel Dieringer | Bobby Johns     |
| 5  | 27-feb | Race 5                     | Piedmont Interstate Fairgrounds | Ned Jarrett     | G.C. Spencer    | Bob Derrington  |
| 6  | 28-feb | Fireball 200               | Asheville-Weaverville Speedway  | Ned Jarrett     | Dick Hutcherson | Cale Yarborough |
| 7  | 7-mrt  | Richmond 250               | Richmond International Raceway  | Junior Johnson  | Buck Baker      | J.T. Putney     |
| 8  | 14-mrt | Race 8                     | Occoneechee Speedway            | Ned Jarrett     | Junior Johnson  | Bud Moore       |
| 9  | 11-apr | Atlanta 500                | Atlanta Motor Speedway          | Marvin Panch    | Bobby Johns     | Ned Jarrett     |
| 10 | 17-apr | Greenville 200             | Greenville-Pickens Speedway     | Dick Hutcherson | Ned Jarrett     | Buddy Baker     |
| 11 | 18-apr | Gwyn Staley 400            | North Wilkesboro Speedway       | Junior Johnson  | Bobby Johns     | Ned Jarrett     |
| 12 | 25-apr | Virginia 500               | Martinsville Speedway           | Fred Lorenzen   | Marvin Panch    | Dick Hutcherson |
| 13 | 28-apr | Columbia 200               | Columbia Speedway               | Tiny Lund       | Ned Jarrett     | Neil Castles    |
| 14 | 2-mei  | Southeastern 400           | Bristol Motor Speedway          | Junior Johnson  | Dick Hutcherson | Ned Jarrett     |
| 15 | 8-mei  | Rebel 300                  | Darlington Raceway              | Junior Johnson  | Darel Dieringer | Ned Jarrett     |
| 16 | 14-mei | Tidewater 250              | Langley Field Speedway          | Ned Jarrett     | Dick Hutcherson | Elmo Langley    |
| 17 | 15-mei | Race 17                    | Bowman Gray Stadium             | Junior Johnson  | Ned Jarrett     | Dick Hutcherson |
| 18 | 16-mei | Hickory 250                | Hickory Motor Speedway          | Junior Johnson  | Ned Jarrett     | G.C. Spencer    |
| 19 | 23-mei | World 600                  | Charlotte Motor Speedway        | Fred Lorenzen   | Earl Balmer     | Dick Hutcherson |
| 20 | 27-mei | Race 20                    | Cleveland County Fairgrounds1   | Ned Jarrett     | Bud Moore       | Dick Hutcherson |
| 21 | 29-mei | Race 21                    | New Asheville Speedway          | Junior Johnson  | Ned Jarrett     | Dick Dixon      |
| 22 | 30-mei | Race 22                    | Harris Speedway2                | Ned Jarrett     | G.C. Spencer    | Dick Dixon      |
| 23 | 3-jun  | Music City 200             | Music City Motorplex            | Dick Hutcherson | Ned Jarrett     | J.T. Putney     |
| 24 | 6-jun  | Birmingham 200             | Fairgrounds Raceway3            | Ned Jarrett     | Dick Hutcherson | G.C. Spencer    |
| 25 | 13-jun | Dixie 400                  | Atlanta Motor Speedway          | Marvin Panch    | Darel Dieringer | Ned Jarrett     |
| 26 | 19-jun | Pickens 200                | Greenville-Pickens Speedway     | Dick Hutcherson | Stick Elliott   | J.T. Putney     |
| 27 | 24-jun | Race 27                    | Rambi Raceway4                  | Dick Hutcherson | Ned Jarrett     | Tiny Lund       |
| 28 | 27-jun | Race 28                    | Valdosta Speedway5              | Cale Yarborough | J.T. Putney     | G.C. Spencer    |
| 29 | 4-jul  | Firecracker 400            | Daytona International Speedway  | A.J. Foyt       | Buddy Baker     | G.C. Spencer    |
| 30 | 8-jul  | Race 30                    | Old Dominion Speedway6          | Junior Johnson  | Dick Hutcherson | Ned Jarrett     |
| 31 | 9-jul  | Old Bridge 200             | Old Bridge Stadium7             | Junior Johnson  | Dick Hutcherson | Marvin Panch    |
| 32 | 14-jul | Race 32                    | Islip Speedway                  | Marvin Panch    | Dick Hutcherson | Ned Jarrett     |
| 33 | 18-jul | The Glen 151.8             | Watkins Glen International      | Marvin Panch    | Ned Jarrett     | Buddy Baker     |
| 34 | 25-jul | Volunteer 500              | Bristol Motor Speedway          | Ned Jarrett     | Dick Hutcherson | Sam McQuagg     |
| 35 | 31-jul | Nashville 400              | Music City Motorplex            | Richard Petty   | Ned Jarrett     | Buddy Arrington |
| 36 | 5-aug  | Race 36                    | Cleveland County Fairgrounds1   | Ned Jarrett     | Richard Petty   | Dick Hutcherson |
| 37 | 8-aug  | Western North Carolina 500 | Asheville-Weaverville Speedway  | Richard Petty   | Ned Jarrett     | Dick Hutcherson |
| 38 | 13-aug | Race 38                    | Smoky Mountain Raceway          | Dick Hutcherson | Buddy Baker     | Richard Petty   |
| 39 | 14-aug | Race 39                    | Piedmont Interstate Fairgrounds | Ned Jarrett     | Cale Yarborough | Elmo Langley    |
| 40 | 15-aug | Race 40                    | Augusta Speedway8               | Dick Hutcherson | David Pearson   | Ned Jarrett     |
| 41 | 19-aug | Sandlapper 200             | Columbia Speedway               | David Pearson   | Richard Petty   | Dick Hutcherson |
| 42 | 24-aug | Moyock 300                 | Dog Track Speedway9             | Dick Hutcherson | Ned Jarrett     | Richard Petty   |
| 43 | 25-aug | Race 43                    | Beltsville Speedway             | Ned Jarrett     | Tiny Lund       | Darel Dieringer |
| 44 | 28-aug | Myers Brothers 250         | Bowman Gray Stadium             | Junior Johnson  | Richard Petty   | Dick Hutcherson |
| 45 | 6-sep  | Southern 500               | Darlington Raceway              | Ned Jarrett     | Buck Baker      | Darel Dieringer |
| 46 | 10-sep | Buddy Shuman 250           | Hickory Motor Speedway          | Richard Petty   | David Pearson   | Ned Jarrett     |
| 47 | 14-sep | Pennsylvania 200           | Lincoln Speedway10              | Dick Hutcherson | G.C. Spencer    | David Pearson   |
| 48 | 17-sep | Race 48                    | Old Dominion Speedway6          | Richard Petty   | Ned Jarrett     | Buddy Baker     |
| 49 | 18-sep | Capital City 300           | Richmond International Raceway  | David Pearson   | Darel Dieringer | Junior Johnson  |
| 50 | 26-sep | Old Dominion 500           | Martinsville Speedway           | Junior Johnson  | Richard Petty   | David Pearson   |
| 51 | 3-okt  | Wilkes 400                 | North Wilkesboro Speedway       | Junior Johnson  | Cale Yarborough | Ned Jarrett     |
| 52 | 17-okt | National 400               | Charlotte Motor Speedway        | Fred Lorenzen   | Dick Hutcherson | Curtis Turner   |
| 53 | 24-okt | Race 53                    | Occoneechee Speedway            | Dick Hutcherson | Tom Pistone     | Jim Paschal     |
| 54 | 31-okt | American 500               | Rockingham Speedway             | Curtis Turner   | Cale Yarborough | Marvin Panch    |
| 55 | 7-nov  | Tidewater 300              | Dog Track Speedway9             | Ned Jarrett     | Bobby Isaac     | Buddy Baker     |

- 1 Er werden tussen 1965 en 1965 zes races gehouden in Shelby op de Cleveland County Fairgrounds.
- 2 Er werd in 1964 en 1965 een race gehouden in Harris op de Harris Speedway.
- 3 Er werden tussen 1958 en 1968 acht races gehouden in Birmingham, Alabama op de Fairgrounds Raceway.
- 4 Er werden tussen 1958 en 1965 negen races gehouden in Myrtle Beach op de Rambi Raceway.
- 5 Er werden tussen 1962 en 1965 drie races gehouden in Valdosta op de Valdosta Speedway.
- 6 Er werden tussen 1958 en 1966 zeven races gehouden in Manassas op de Old Dominion Speedway.
- 7 Er werden tussen 1956 en 1965 zes races gehouden in Old Bridge op de Old Bridge Stadium.
- 8 Er werden tussen 1962 en 1969 twaalf races gehouden in Augusta op de Augusta Speedway.
- 9 Er werden tussen 1962 en 1966 zeven races gehouden in Currituck County op de Dog Track Speedway.
- 10 Er werden tussen 1955 en 1965 zeven races gehouden in New Oxford op de Lincoln Speedway.

## Classificação final - Top 10
| 1  | Ned Jarrett     | 38824 |
| 2  | Dick Hutcherson | 35790 |
| 3  | Darel Dieringer | 24696 |
| 4  | G.C. Spencer    | 24314 |
| 5  | Marvin Panch    | 22798 |
| 6  | Bob Derrington  | 21394 |
| 7  | J.T. Putney     | 20928 |
| 8  | Neil Castles    | 20848 |
| 9  | Buddy Baker     | 20672 |
| 10 | Cale Yarborough | 20192 |